# Mattias Klum

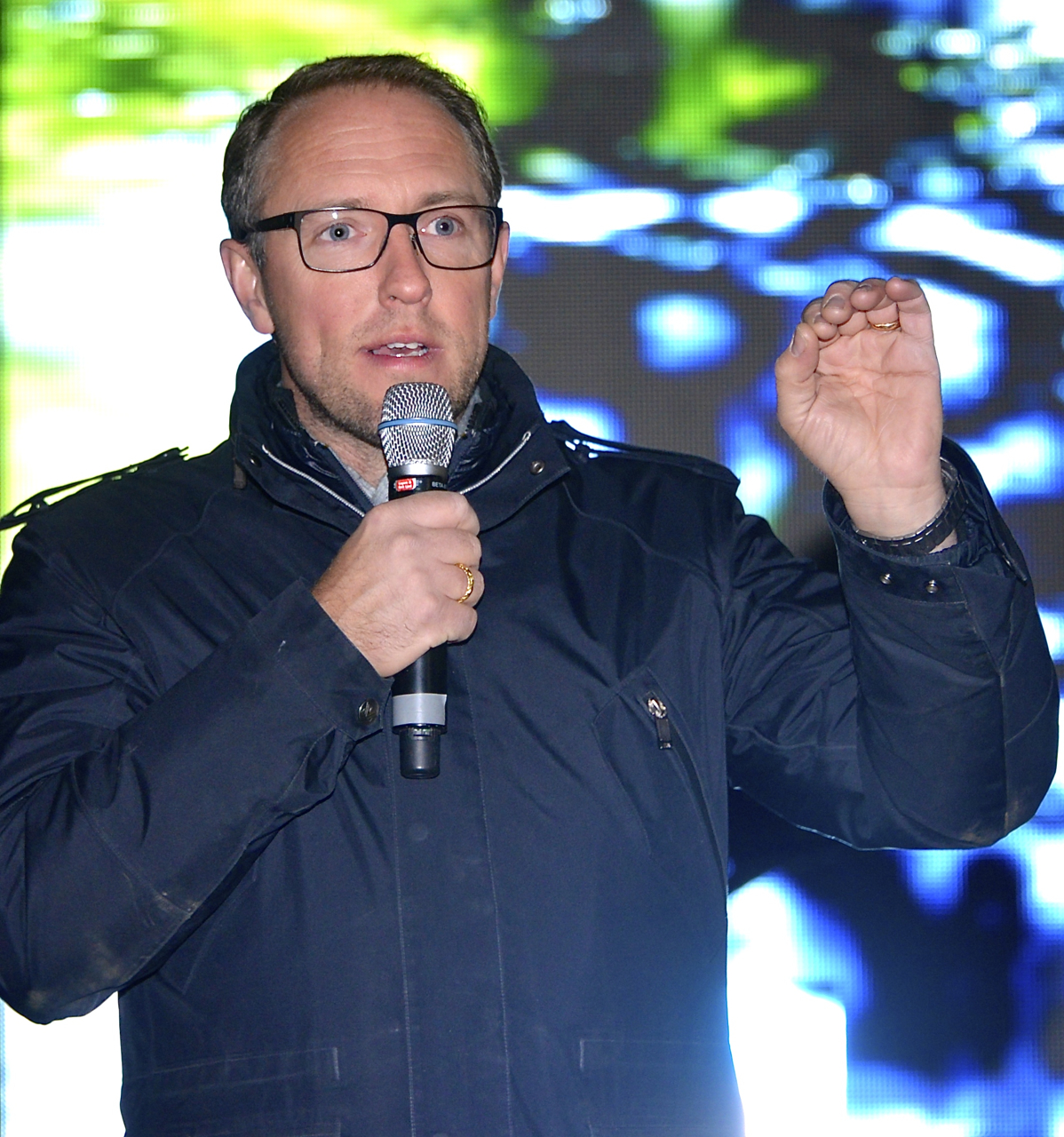
Mattias Klum talar vid trafikplats Ängen under invigningen av Norra länken i Stockholm 2014.

Arne Kristian Mattias Klum, född 10 februari 1968 i Uppsala, är en svensk fotograf, naturfotograf, naturfilmare och författare.

## Biografi
Mattias Klum är son till språkvetaren Arne Klum och banktjänstemannen Ingegärd Stefanson samt dotterson till Stefan Anderson och systerson till Stig Stefanson och Birgit Ridderstedt.
Han är uppvuxen i Uppsala och började fotografera i tonåren. Han har sedan 1986 varit frilansfotograf på heltid, med specialisering på natur, miljö och kultur över hela världen. 
Hans fotografiska arbeten har publicerats i ett stort antal internationella tidskrifter såsom National Geographic Magazine, Wildlife Conservation, Audubon, Geo, Terre Sauvage, Stern, Der Spiegel och New York Times. Han arbetar också som föreläsare, både i Sverige och internationellt. Hans expeditioner runtom i världen har varit omfattande.
År 1997 publicerades hans bilder för första gången i National Geographic, där han sedan blev den förste svensken att få en av sina bilder på omslaget. Sedan 1997 har han haft många artiklar i tidningen och tretton omslagsbilder. Hans fotografier är representerade i The National Geographic Image Collection samt har visats i enmansutställningar i museer och konstgallerier i bland annat USA, Sverige, Malaysia, Indien, Japan, Storbritannien, Estland, Danmark, Botswana, Spanien, Kina och Singapore.

### Film
Klum har även producerat längre dokumentärfilmer: Skogens Öga, Den sköra tråden och Search for the Sea Eagle, tillsammans med Monika Klum, och Expedition Linné, den senare under samarbete med producenten Folke Rydén och assisterad av prins Carl Philip. Med sitt team har han samarbetat inom ramarna för musikvideoprojektet Funk for Life, tillsammans med musikern Nils Landgren. Projektet stöder Läkare utan gränser och deras arbete i Kibera, Nairobi. År 2011 släppte han två nya filmer: Tebarans testamente, en film om avskogningen på Borneo, och En värld av liv, en film om biologisk mångfald från ett av jordens sista orörda korallrev. 2013 släppte Klum, Betraktaren (2013), där filmteamet under fyra år har följt både djur och människor runt ett lika vackert som hotat Östersjön. I en av Klums senaste filmer, Vamizi – En Undervattensvärld, följer vi ett forskarteam från hela världen som försöker rädda ett unikt korallrev utanför Moçambique.

### Böcker och engagemang
År 2007 medverkade han till att starta bokförlaget Tierra Grande Publishing, insamlingsstiftelsen Terra Magna Foundation, det femåriga miljö- och inspirationsprojektet Expeditionsverige.se samt ett tioårigt projekt om situationen i Östersjön, Baltic Sea Media Project, tillsammans med Folke Rydén.
Boken Vår tid på jorden: välfärd inom planetens hållbara gränser, är skriven tillsammans med professor Johan Rockström vid Stockholm Resilience Centre med förord av president Bill Clinton. Boken släpptes i Sverige i september 2012. Under hösten 2013 gav Klum ut en bok med titeln Världar av liv. 2015 släpptes ännu en bok tillsammans med Rockström med titeln Big World Small Planet.
Tillsammans med Parken Zoo i Eskilstuna startade Mattias och Monika Klum omkring millennieskiftet The Asiatic Lion Fund för att uppmärksamma och stödja de kvarvarande utrotningshotade lejonen i Asien.

### Familj
Mattias Klum var gift första gången 1993–2016 med Monika Klum, som han har samarbetat med i olika projekt och expeditioner. De har två söner tillsammans. Han gifte sig 2017 med konstnären och fotografen Iris Alexandrov Klum. I och med det andra äktenskapet antog även han dubbelt efternamn men har efter att även detta äktenskap upplösts återtagit efternamnet Klum.

### Konstnärsduon Alexandrov Klum
Mellan 2016 och våren 2023 arbetade Mattias och Iris Alexandrov Klum tillsammans i konstnärsduon Alexandrov Klum som skapade konstprojekt inom tematik som är kopplad till miljöfrågor, med berättande från filosofi, vetenskap och mytologi. I februari 2018 hade konstnärsduon sin första föreställning i en flerårig samarbetsserie med Kungliga filharmonikerna premiär på Stockholms konserthus, Sagor från verkligheten, där paret medverkar på scen i en blandning av visuella bilder, film, berättelse och orkestermusik som en förening av konstupplevelse och uppmärksammande av världens skönhetsvärden och hållbarhetsutmaningar.

### Övrigt
Mattias Klum var programledare för SVT:s program Fridlyst 2012.
Han blev 2013 utsedd till hedersdoktor inom det naturvetenskapliga området på Stockholms universitet och vald till ambassadör för Världsnaturfonden. Klum är också medlem i Världsnaturfondens (WWF) förtroenderåd i Sverige, har varit gästlärare vid Uppsala universitet  samt undervisat vid Stockholm Resilience Centre, samt sedan våren 2023 som rådgivare i hållbarhetsfrågor till rektor vid Örebro Universitet 
Han har varit sommarvärd i Sveriges Radio P1 vid två tillfällen: 1997 och den 17 juli 2008. Han har även varit värd i Vinter i P1, 29 december 2014 samt den 1 januari 2019.

## Verklista

### Böcker
- Ögonblick[25] (1990)
- När dimman lättar[26], Årets Pandabok 1993[27] (1992)
- I svenska marker[28] (1995)
- På upptäcktsfärd i regnskogen[29][30] (1995)
- Skogens öga[31], Årets Pandabok 1998[27][32] (1997)
- I Borneos regnskog[33] (1999)
- Den sköra tråden[34] (2000)
- Hästfolk[35] (2003)
- Viljans väg[36] (2007)
- Afrikas hemlighet[37] (2010)
- Vår tid på jorden: välfärd inom planetens hållbara gränser[12][38](2012)
- Världar av liv[39][40] (2013)
- Big World Small Planet[41] (2015)
- Jordnära [42] (2017)
- Perpetual Calender of Life [43] (2018)
- Vatten - Om att värdera det ovärderliga (2019)
- Starfors & Molnebo - Uppländska herrgårdar med anor (2021)

Två av de femton böckerna har blivit utnämnda till Årets Pandabok i Sverige, 1993 och 1998. Priset delas ut till bästa naturskildring i ord och bild.

### Filmer i urval
- Skogens öga [32]
- Den sköra tråden
- Search for the Sea Eagle [44]
- Expedition Linné [10]
- Musikvideoprojektet Funk for Life[5]
- Coral Eden – en värld av liv. Om korallrevet Raja Ampat i Indonesien.[7][8]
- Tebarans testamente[6]
- Betraktaren[9]
- Vamizi - En Undervattensvärld[45][46]
- Havets Öga - Om livet runt Östersjön

### Föreställningar
- Sagor från Verkligheten, på Stockholms Konserthus. 2017 [47]
- Vågorna,  på Stockholms Konserthus. 2018

## Utmärkelser
Mattias Klum har bland annat tilldelats följande utmärkelser och hedersbetygelser:
- Uppsala kommuns hedersmedalj i guld för hans enastående arbete med Uppsala som bas, 2002.
- Hans Majestät Konungens medalj av 8:e storleken i högblått band till Klum för hans betydelsefulla insatser som naturfotograf, 2003.[48]
- Fellow av Linnean Society of London, 2006.[49]
- Hedersupplänning av Länsstyrelsen i Uppsala, 2007.[50][51]
- Utsedd tillYoung Global Leader av World Economic Forum, 2008.[52]
- Hedersledamot av Uplands nation i Uppsala, 2009.[53]
- Fellow av National Geographic Society, 2010.[54]
- Senior Fellow av Stockholm Resilience Centre, 2011.[55]
- Goodwill-ambassadör för IUCN, 2011.[56]
- Mottagit Iwan Bolin-priset av Stockholms Arbetareinstitutsförening, 2012.[57]
- Mottagit Lidmanpriset av Bild och Ord Akademin, 2012.[58]
- Mottagit Begriplighetspriset av Publik, 2012.[59]
- Filosofie hedersdoktor i naturvetenskap vid Stockholms universitet, 2013.[60]
- Utnämnd till ambassadör för Världsnaturfonden, WWF, 2013.[61]
- Rankad på 4:e plats i en listning av "Sveriges 100 miljömäktigaste" av tidningen Miljöaktuellt, 2013.[62]